# 오스본 패밀리

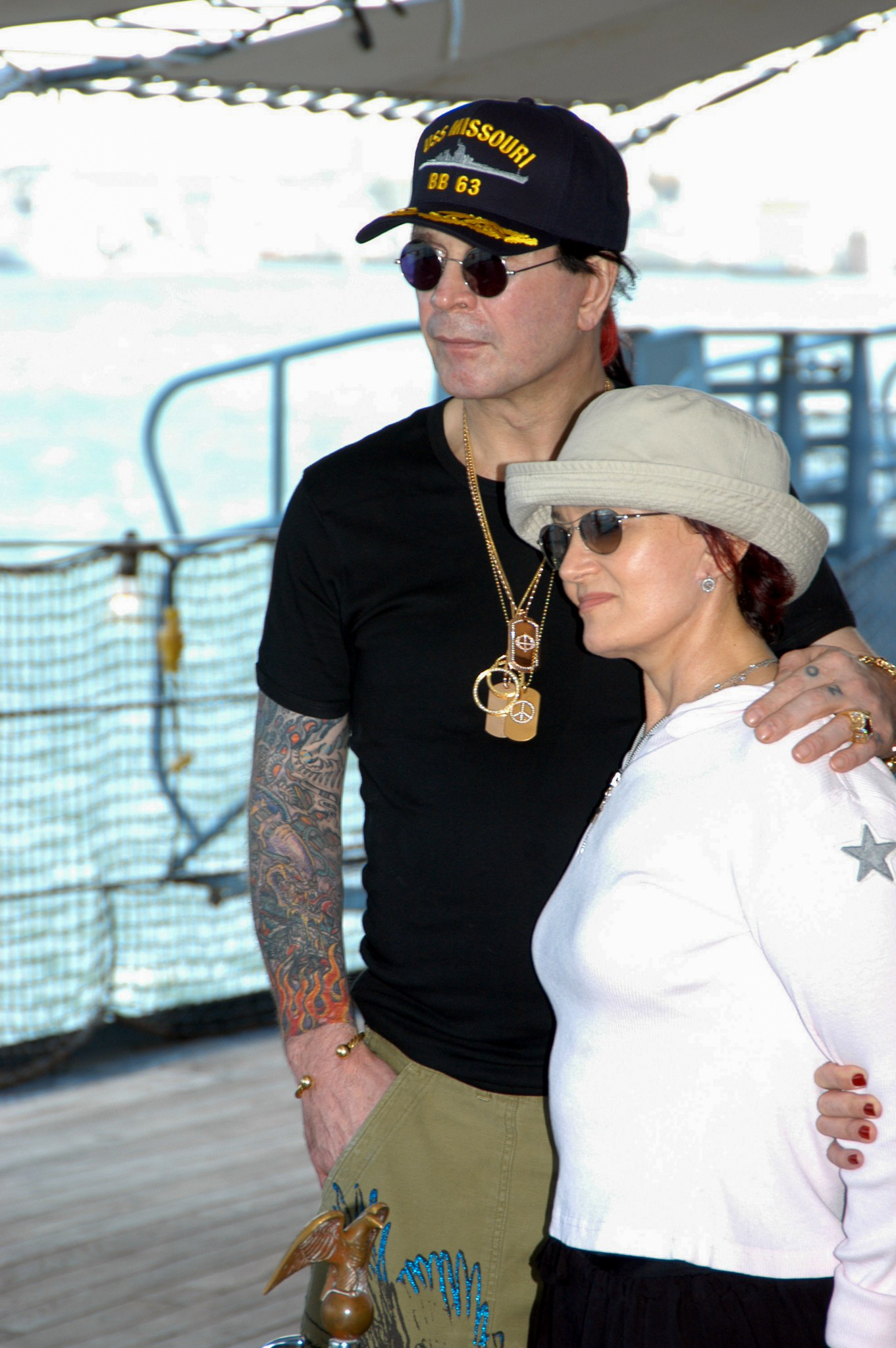

오스본 패밀리는 미국의 음악 전문 채널 MTV에서 방영되었던 프로그램으로, 대한민국에서는 캐치온에서 방영되었다. 오스본 패밀리는 대한민국에서 방영된 제목으로, 원제는 더 오즈번즈(The Osbournes)이다. 2002년 3월 5일부터 2005년 3월 21일까지 총 4시즌, 52회로 방영되었다.

## 개요
카리스마적인 인기를 자랑하는 전설적인 록 뮤지션, 오지 오스본과 그 가족(아내 샤론 오스본, 딸 켈리 오스본, 아들 잭 오스본)과 애완동물들의 베벌리힐스의 대저택에서 좌충우돌 일상 생활을 그린 MTV의 리얼리티 프로그램이다.